# Elizaldia
Elizaldia es un género de plantas con flores perteneciente a la familia Boraginaceae. Comprende cinco especies.

## Descripción
Son plantas anuales, setoso-híspidas. Cimas bracteadas. Corola actinomorfa; garganta con un anillo. Estambres insertos en la garganta. Núculas transversalmente ovadas, con un anillo basal bien marcado.

## Taxonomía
El género fue descrito por   Heinrich Moritz Willkomm y publicado en Strand-Steppengeb. Iber. Halbinsel 128. 1852.

## Especies
- Elizaldia calycina
- Elizaldia heterostemon
- Elizaldia nonneoides
- Elizaldia phaneranthera
- Elizaldia violacea